# Riesenmädchen von Crngrob
Das Riesenmädchen von Crngrob ist eine slowenische mythische Heldin, die mit dem Bau der Kirche Mariä Verkündigung in Crngrob bei Škofja Loka in Verbindung gebracht wird. Die Legende dieser Figur ist eine der bekanntesten unter den vielen Geschichten über die Ajdi (mythische Riesen).

## Die Legende
Die Legende erzählt von einem Riesenmädchen (ajdovska deklica), das einst in den Wäldern von Crngrob lebte. Sie war eine Schäferin. Am Ufer des Bachs Selščica weidete sie ihre Schafherde, und deren Zahl wuchs von Tag zu Tag. Sie trank Wasser aus der Save und mangelte es ihr an nichts. Eines Tages befahl der Herr von Škofja Loka seinen Leibeigenen, in Crngrob eine große Kirche zu errichten. Die Bauern arbeiteten hart, doch der stolze Herr war nie mit der Größe der Kirche zufrieden. So bauten sie weiter, aber es genügte ihm nie. Die Leibeigenen waren schließlich völlig erschöpft. Das Riesenmädchen hatte Mitleid mit ihnen und begann zu helfen. Sie trug riesige Steine in ihrer Schürze und holte Wasser aus der Save in einem großen Eimer, um den Mörtel anzurühren. Dank ihrer Hilfe wurde die Kirche bald fertiggestellt. Doch das Riesenmädchen arbeitete so fleißig, dass sie sich erkältete, krank wurde und starb. Die Leibeigenen waren ihr zutiefst dankbar. Sie begruben sie in den Wäldern von Crngrob, doch zuvor nahmen sie eine ihrer Rippen und hängten sie in die neue Kirche – als Andenken. Laut örtlicher Überlieferung tropft jedes Jahr ein Blutstropfen von der Rippe. Wenn der letzte Tropfen gefallen ist, wird der Jüngste Tag kommen.

## Die Rippe

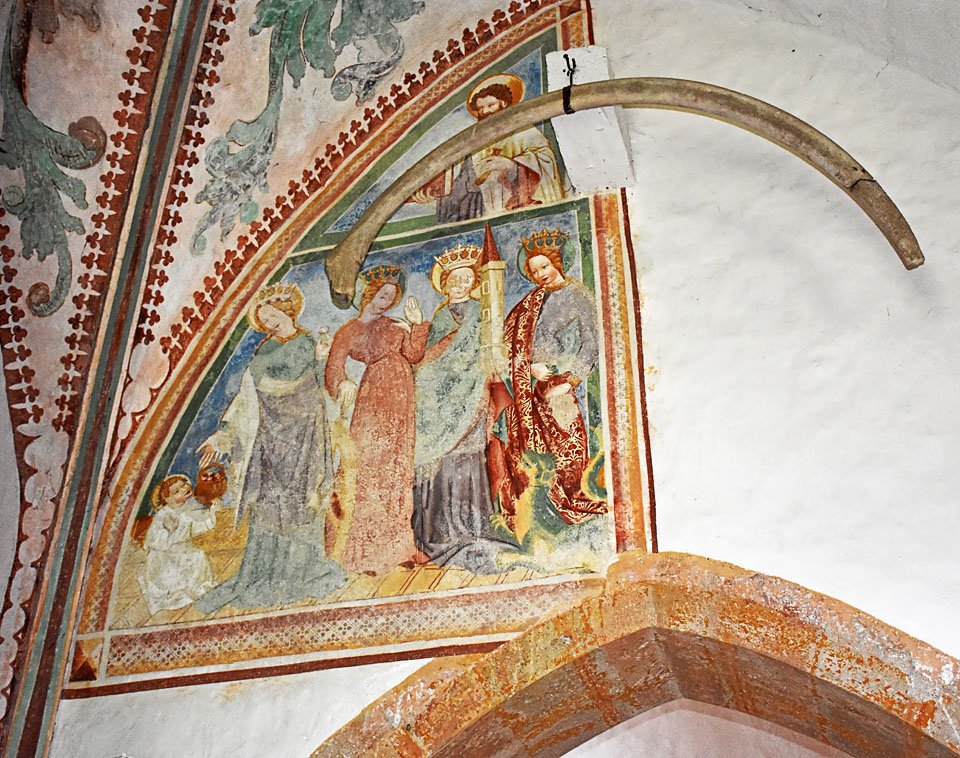
Die Walfischrippe in der Kirche Mariä Verkündigung in Crngrob, der Legende nach die Rippe des Riesenmädchens.

Am Rande des Sorško polje (Sora-Ebene), unterhalb des Križka gora (Kreuzbergs), steht die Kirche Mariä Verkündigung in Crngrob noch heute. In ihrem ältesten Teil, der aus dem 13. Jahrhundert stammt, hängt eine große Rippe an der Wand. Der Legende nach handelt es sich um die Rippe des Riesenmädchens. In Wirklichkeit ist es jedoch eine Walfischrippe. Die Bewohner der Umgebung stammten ursprünglich aus dem heutigen Deutschland. Auch lange nach ihrer Ansiedlung in der Region unternahmen sie weiterhin Pilgerreisen in ihre Heimat. Auf einer solchen Reise brachten sie die Walfischrippe aus Köln, wo sie gefunden worden war, als Andenken mit nach Crngrob. Die Rippe hängt nun seit über 500 Jahren in der Kirche.